# Марко Висконти
Вижте пояснителната страница за други личности с името Марко Висконти.
Марко Висконти (на италиански: Marco Visconti di Parma; * ноември 1353, Милано, Сеньория Милано; † 3 януари 1382, пак там) от рода Висконти, е съвладетел на Милано (1379 – 1382) и господар на Парма (1364 – 1382).

## Произход
Марко е син на Бернабо Висконти (1323 – 1385), господар на Милано, и на съпругата му Беатриче Реджина дела Скала (1331 – 1384). Негови баби и дядовци по бащина линия са Стефано Висконти – господар на Милано и Валентина Дория, а по майчина – Мастино II дела Скала, господар на Верона и Виченца, и Тадеа да Карара. Има четири братя и десет сестри:
- Тадеа (1351 – 1381), херцогиня на Бавария като съпруга на Стефан III и майка на френската кралица Изабела Баварска

- Верде (ок. 1352 – 1414), херцогиня на Австрия като съпруга на Леополд III Хабсбург
- Лудовико (1355 – 1404), управител и господар на Лоди (1379 – 1385), и управител и господар на Парма (1385 – 1404), съпруг на Виоланта Висконти
- Валентина (1357 или 1360/62 или 1367 – 1393), кралица на Кипър и титулярна кралица на Йерусалим от 1378 до 1382 г. като съпруга на Петър II дьо Лузинян
- Родолфо (1358 – 1389), господар на Парма (1364 – 1389)
- Карло (1359 – 1403), господар на Парма (1364), съпруг на Беатрис д’Арманяк
- Антония (1364 – 1405), графиня на Вюртемберг като съпруга на Еберхард III
- Катерина (1362 – 1404), последна господарка на Милано (1385 – 1395) и 1-ва херцогиня на Милано (1395 – 1402) като съпруга на братовчед си Джан Галеацо Висконти
- Аниезе (1363 – 1391), графиня на Мантуа като съпруга на Франческо I Гонзага
- Мадалена (1366 – 1404), херцогиня на Бавария (1381 – 1393) и на Бавария-Ландсхут (от 1392 г.) като съпруга на Фридрих Мъдри
- Джанмастино (1370 – 1405), господар на Бергамо и на Джера д'Ада, съпруг на Клеофа дела Скала
- Лучия (1372 – 1424), маркграфиня на Майсен като съпруга на Фридрих V фон Тюринген и графиня на Кент като съпруга на Едмънд Холанд
- Елизабета (1374 – 1432), херцогиня на Бавария като съпруга на Ернст Баварски
- Англезия (1377 – 1439), кралица на Кипър, Йерусалим и Армения (ок. 1401 – 1408) като съпруга на Янус дьо Лузинян

Освен това има шест природени братя и девет природени сестри от извънбрачни връзки на баща си с пет жени. Баща му Бернабо непрекъснато води войни с Папската държава (той е отлъчен от Църквата) и е безмилостен тиранин. На 6 май 1385 г. Бернабо и двама от братята му – Лудовико и Родолфо са пленени от братовчед му Джан Галеацо Висконти, който иска властта над Сеньория Милано, и са затворени в замъка на Трецо, където умират.

## Биография

### Ранни години
Неговият кръстник е Франческо Петрарка, който предлага да го кръстят Марко в чест на Марк Тулий Цицерон.
На 1 октомври 1358 г. баща му Бернабо иска да организира годежа на сина си с дъщерята на Франческо I да Карара – господар на Падуа. Съпругата му Беатриче Реджина обаче го убеждава да изчака по-добри предложения. Годежът е развален, понеже тя е против тази връзка, тъй като Да Карара водят поход против нейния род във Верона.
Баща му завладява Парма и го поставя за управител там през 1364 г. На 12 август 1365 г. в Милано Марко се сгодява за 4-годишната Елизабета Баварска, а по-голямата му сестра Тадеа се сгодява за херцог Стефан III, чичото на Елизабета.

### Съвладетел на Милано
През 1379 г. Бернабо Висконти разделя територията си между синовете си Марко, Лудовико, Карло, Рудолфо и Джанмастино. Като първороден негов син Марко става съвладетел на Милано.
През 1367 г Марко се жени за Елизабета от Бавария-Ландсхут, единствената дъщеря на херцог Фридрих Баварски и на първата му съпруга Анна фон Нойфен. Тя донася зестра от ок. 45 хил. златни дукатa. Бащата на Елизабета се жени на 2 септември 1381 г. за втори път за Мадалена Висконти, по-малката сестра на Марко.
Марко умира на 28-годишна възраст на 3 януари 1382 г. в Милано. Неговата съпруга умира само две седмици след него. Двамата са погребан в миланската църква „Сан Джовани ин Конка“.
Баща му и братята му Рудолфо и Лудовико са затворени в замъка на Трецо през 1385 г. от братовчед му Джан Галеацо Висконти, който става господар на Милано.

## Брак и потомство
∞ 1367 за Елизабета от Бавария-Ландсхут (* 1361, † 17 януари 1382),  единствена дъщеря на херцог Фридрих Баварски и на първата му съпруга Анна фон Нойфен, от която има една дъщеря:
- Анна Висконти († сл. 1397).